# 射麻里社
射麻里社（排灣語：Soavari），由斯卡羅人之射麻里、加睹魯（Katoro）共兩個社組成。今滿州鄉永靖村。
射麻里社是瑯嶠十八社四大領導部落之一，荷蘭文獻記載為猫籠逸社（荷蘭語：Valangits）。射麻里社在十八世紀一度成為十八社領導部落，其頭目後來是瑯嶠十八社二股頭人。